# Mercurana myristicapalustris
Mercurana myristicapalustris is een kikker uit de familie schuimnestboomkikkers (Rhacophoridae).

## Naamgeving
De soort werd voor het eerst wetenschappelijk beschreven door Robin Kurian Abraham, Robert Alexander Pyron, R. Ansil, Arun Zachariah en Anil Zachariah in 2013. Het is de enige soort uit het monotypische geslacht Mercurana.
De geslachtsaanduiding Mercurana is een eerbetoon aan de Britse popzanger Freddie Mercury (1946 - 1991).

## Uiterlijke kenmerken
Mercurana myristicapalustris heeft een lichtbruine lichaamskleur, gelige flanken en een witte buik. De mannetjes bereiken een lichaamslengte van 36 millimeter, de grotere vrouwtjes worden ongeveer 65 mm lang.

## Verspreiding en habitat
Mercurana myristicapalustris komt voor in delen van Azië en leeft endemisch in India. De habitat bestaat uit laaggelegen gebieden op een hoogte van 100 tot 300 meter boven zeeniveau.